# Xerta
Xerta (spanisch Cherta) ist eine Gemeinde im Süden Kataloniens mit 1.156 Einwohnern (Stand: 2024) und liegt in der Provinz Tarragona und der Comarca Baix Camp.

## Lage
Xerta liegt etwa 59 Kilometer westsüdwestlich von Tarragona in einer durchschnittlichen Höhe von ca. 15 m nahe dem Ebro-Delta und am Golf de Sant Jordi (Mittelmeer). Der Ebro begrenzt die Gemeinde im Osten.

## Bevölkerungsentwicklung
| Jahr      | 1970 | 1981 | 1991 | 2001 | 2011 | 2021 |
| Einwohner | 1421 | 1318 | 1248 | 1242 | 1297 | 1159 |

## Sehenswürdigkeiten

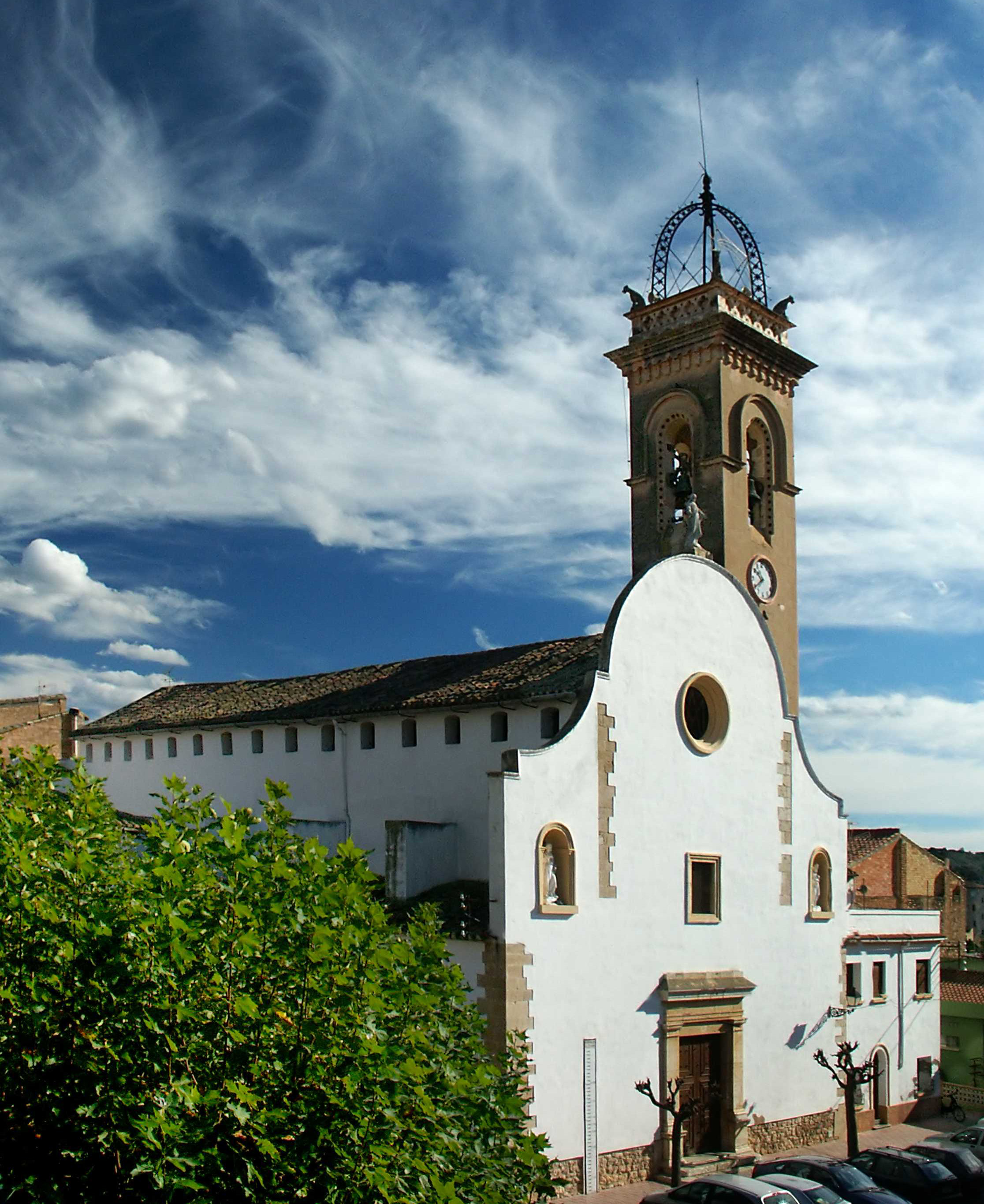
Kirche Mariä Himmelfahrt
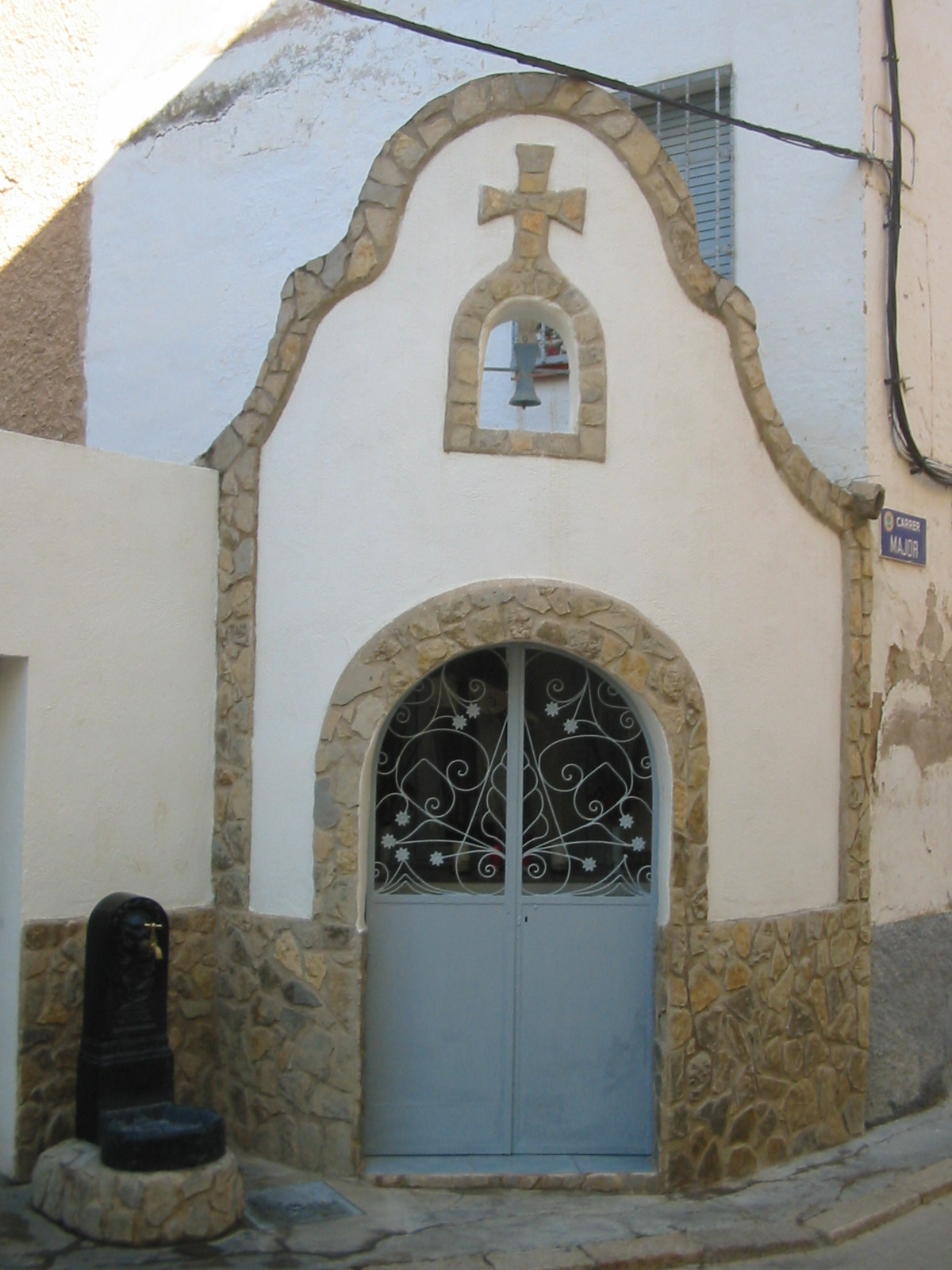
Zenonkapelle
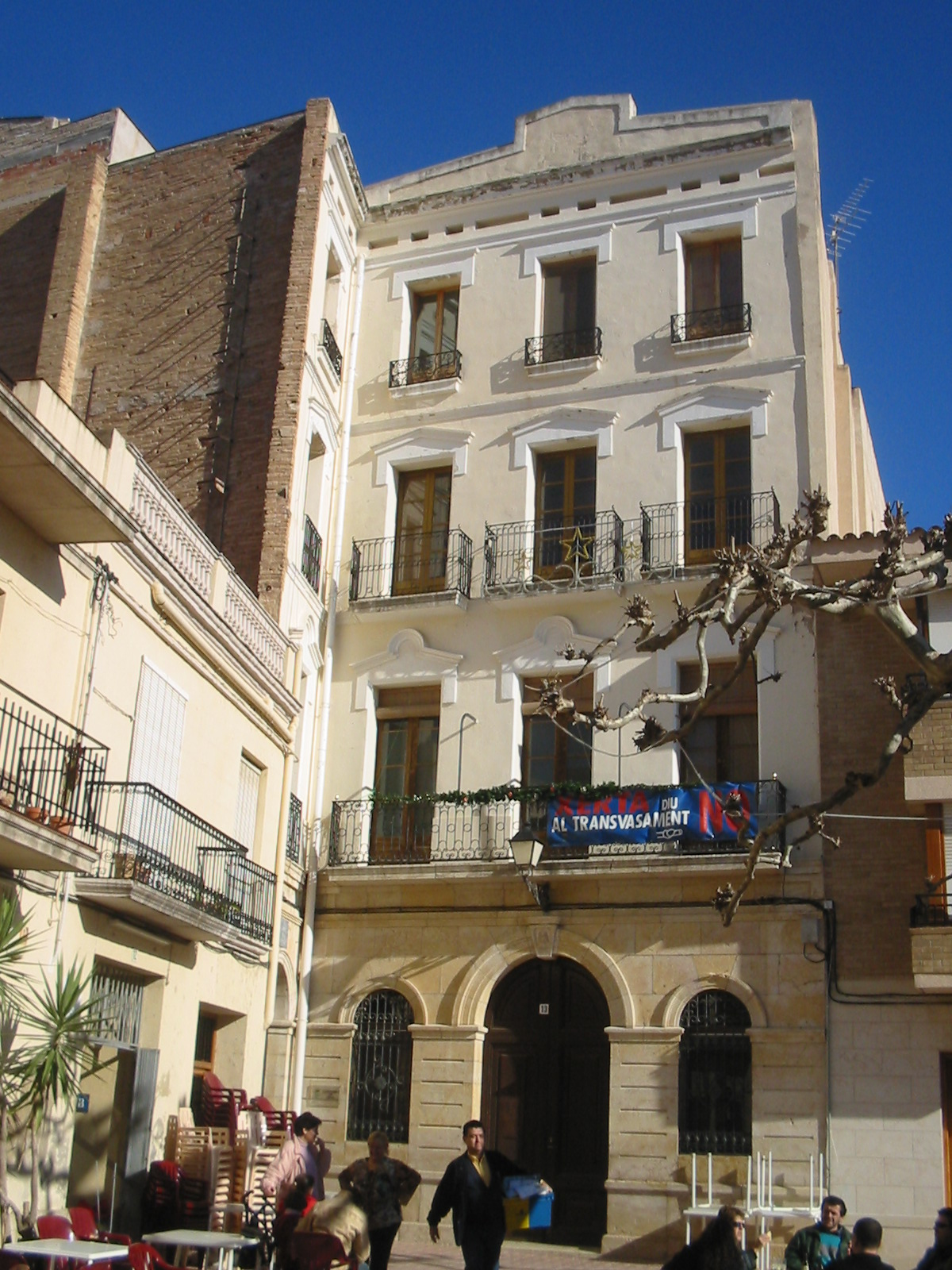
Rathaus

- Kirche Mariä Himmelfahrt
- Zenonkapelle
- Rathaus

## Persönlichkeiten
- Carme Forcadell (* 1955), Politikerin

## Partnerschaft
Der Kaufmann Fernando Martí Tomás (1851–1925) gründete in Argentinien (Provinz Buenos Aires) 1908 die Plantagen namens Coronel Charlone. Noch heute bestehen dorthin partnerschaftliche Beziehungen.